# Caterina Sforza

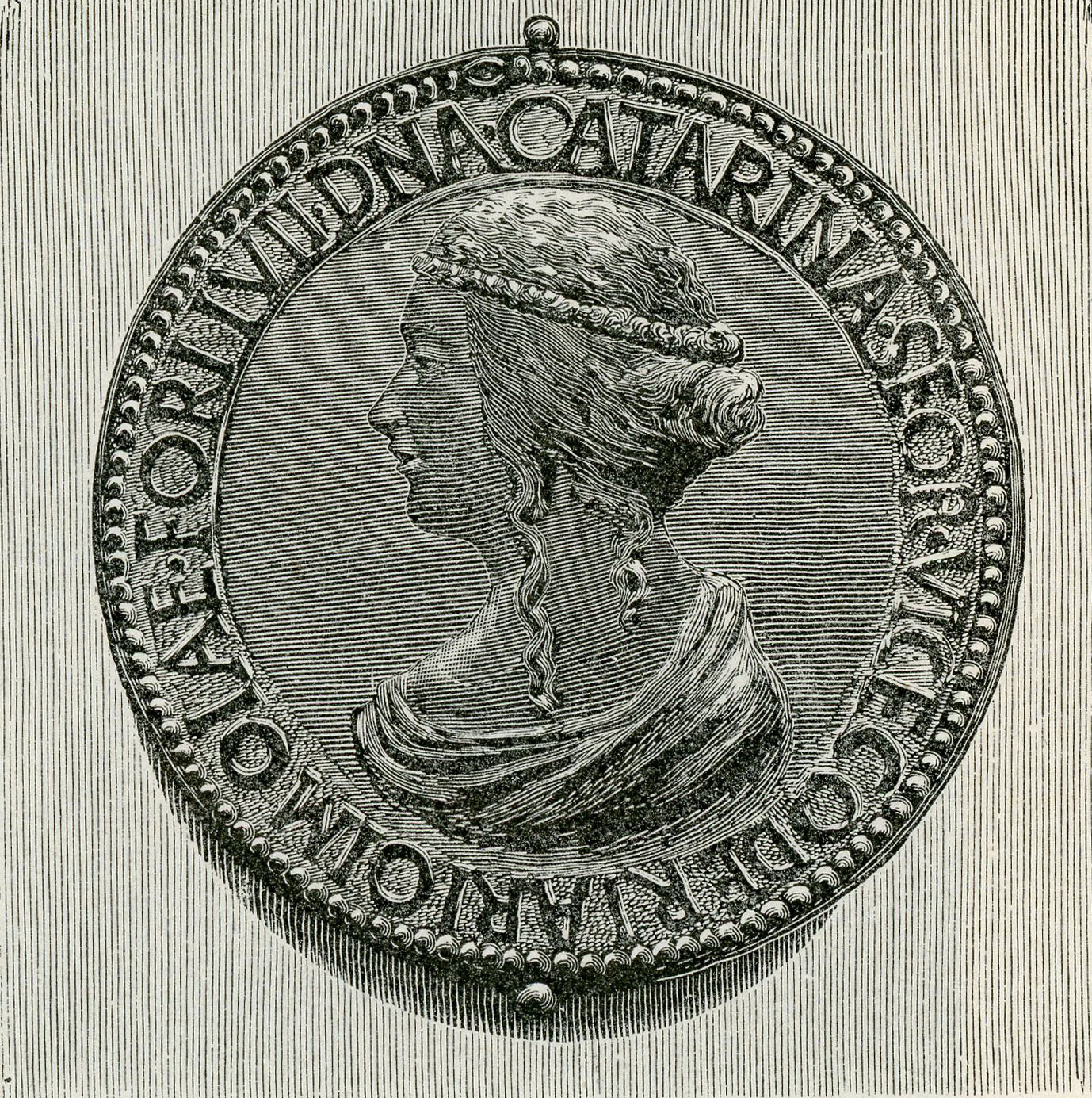
Medalj med Caterina Sforza.

Caterina Sforza, född i början av 1463 Milano, död 28 maj 1509, var en italiensk adelsdam, regent i Imola och Forlì. Hon var utomäktenskaplig dotter till hertig Galeazzo Maria Sforza av Milano och Lucrezia Landriani och gift med Girolamo Riario, herre av Imola och greve av Forlì. Hon var regent som förmyndare för sin son Octaviano 1488-1500, och gjorde sig berömd för sitt försvar av sina staters självständighet. 
Som person gjorde hon sig också känd för sitt intresse för alkemiska experiment, dans och jakt. Hon var mor till den berömde militären Giovanni dalle Bande Nere. Caterina Sforza gjorde sig särskilt känd för sin strid mot påvens son, Cesare Borgia. 

## Biografi

### Tidigt liv
Caterina tros ha uppfostrats av sin mors familj; hon hade ett mycket nära förhållande till sin mor, som under hela hennes liv ofta fanns i hennes närhet. Då hennes far besteg tronen som hertig i Milano 1466, fördes Caterina med sina två bröder, greve Carlo av Magento och Alessandro av Francavilla och sin syster Chiara, till hovet, där de blev omhändertagna av sin farmor Bianca Maria Visconti. Vid faderns giftermål 9 maj 1468 blev de adopterade av hans nya fru Bona av Savoyen, som gav dem uppriktig kärlek. Caterina och hennes syskon fick en fin utbildning i latin och klassikerna. Hon blev vid tio års ålder, 17 januari 1473, gift med  Girolamo Riario, systerson till påven Sixtus IV; det ryktades under denna tid att han även var påvens son. Äktenskapet fullbordades då hon var fjorton år 1477.

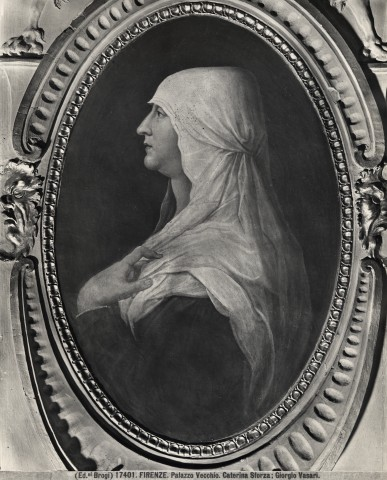
Caterina Sforza.

Sixtus IV gav maken tronen i staden Imola, som tillhörde familjen Riario under familjen Sforzas överhöghet, men paret bodde i Rom efter sitt ceremoniella intåg i Imola 1477. I Rom blev Caterina berömd för sin skönhet och charm, ledande inom sällskapslivet vid påvens hov och i den romerska adeln och en kontaktlänk mellan det påvliga hovet och hovet i Milano. Maken Girolamo fick en ledande ställning hos påven och mottog 1480 den vakanta tronen i staden Forlì, som tidigare tillhört familjen Ordelaffi.

### Castel Sant'Angelo
Vid påven Sixtus död 1484 attackerades alla som hade haft samband med hans regim, kaos utbröt i Rom och Girolamos palats anfölls. Caterina erövrade vid sju månaders graviditet i spetsen för en grupp soldater borgen Castel Sant'Angelo, från vilken hon kunde behärska Vatikanen. Kardinalerna som skulle välja en ny påven vägrade gå in i Vatikanen på grund av Caterinas skottläge mot den. 
Kardinalerna erbjöd Girolamo skadestånd, titeln generalkapten och bekräftelse på hans troner om han lämnade Rom med sina armé. Han gick med på det, men Caterina ville ingå en separat överenskommelse, och maken var tvungen att förhandla med henne innan hon 25 oktober 1484 kapitulerade och lämnade Rom. Den nye påven, Innocentius VIII, var en fiende till makens familj. 

### Ravaldino
Paret bosatte sig i nu i Forli, där oppositionen ville insätta den nye påvens son Franceschetto Cybo på tronen. 14 april 1488 blev maken avsatt och mördad och Caterina tillfångatogs efter en statskupp led av familjen Orsini. Endast en borg i staden, Ravaldino, vägrade övergå till Orsis. Caterina föreslog då att hon skulle övertala dess befälhavare Tommasso Feo att kapitulera, och släpptes därefter upp till borgen efter att ha lämnat sina barn som gisslan. 
Väl inne i borgen förklarade hon överenskommelsen upphävd och svor att ta hämnd. Enligt legenden ska hon, då Orsis visade upp hennes barn och hotade att döda dem, ha visat sitt könsorgan och ropat att hon hade instrumentet att göra fler; denna legend är dock inte sann. Med hjälp av sin farbror hertig Ludvig av Milano lyckades hon besegra Orsis, och 30 april 1488 fick hon sin son Ottaviano med erkänd som monark och sig själv som regent under hans minderårighet. 

### Regent

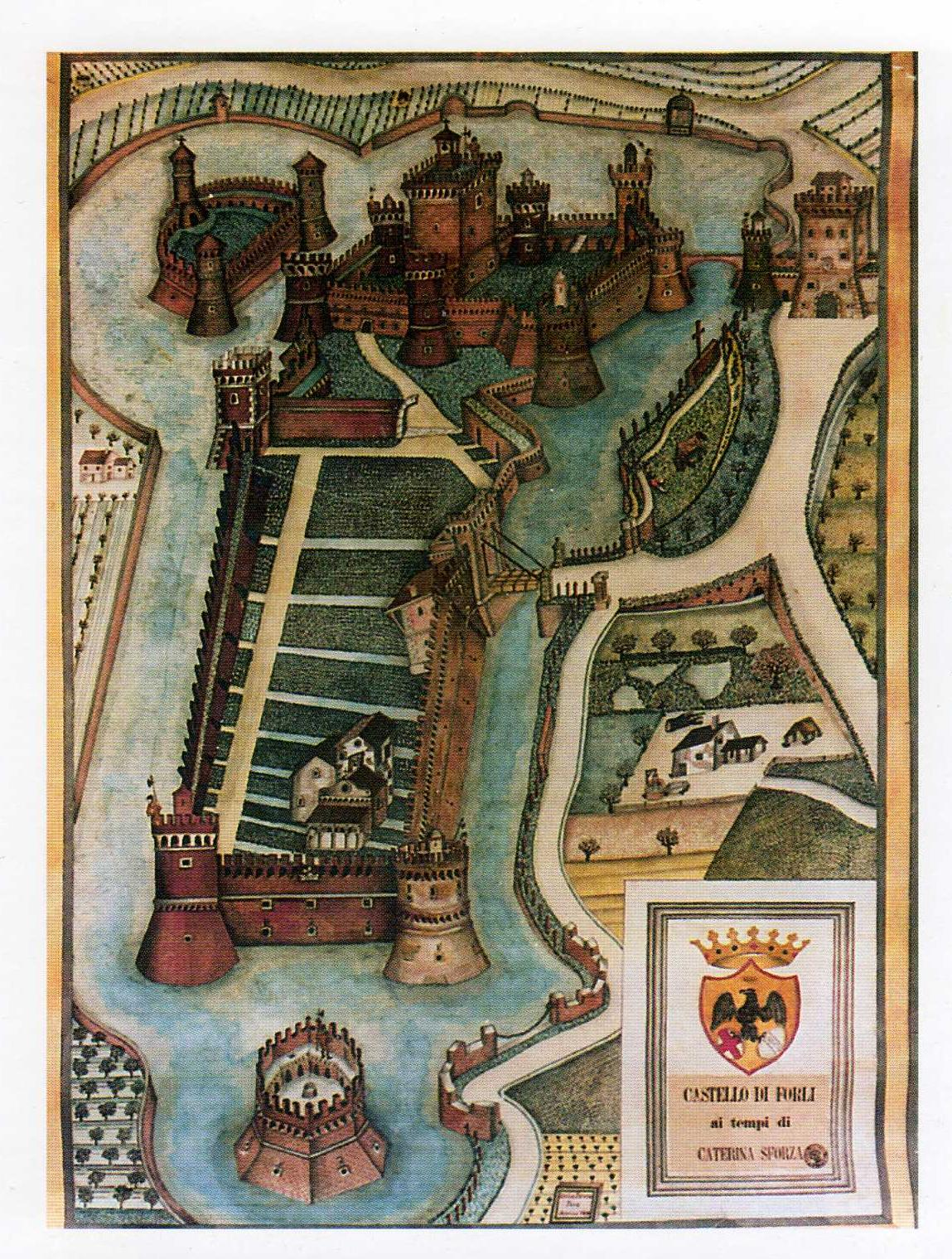
Rocca di Ravaldino.

I enlighet med tidens sed utkrävde hon sedan hämnd på alla som deltagit i statskuppen, fängslade både konspiratörer, inklusive påvens guvernör Monsignor Savelli, som deras anhöriga och rev deras hus. Som regent skötte hon barnens äktenskapsförhandlingar, reformerade skattesystemet och tränade upp ett militärt försvar. Hennes städer var små men strategiskt mycket viktiga. 1492 valdes en ny påve, Rodrigo Borgia, som tog namnet Alexander VI. 1494 invaderas Italien av Karl VIII av Frankrike som hävdade sin rätt till Neapel mot dess kung Ferdinand II av Neapel. Caterina valde tillsammans med påven Neapels sida mot Frankrike, som stöddes av hennes farbror, hertigen av Milano, men bytte efter ett förräderi från Neapel till fransk sida. Efter Frankrikes erövring av Neapel vände sig resten av de italienska staterna mot Frankrike, som tvingades dra sig tillbaka, och Caterina höll sig neutral och behöll Milanos och påvens stöd. 
Rykten spreds att Caterina accepterat ett giftermål med Antonio Maria Ordelaffi, medlem av den familj som tidigare styrt Forli, som ett led i att säkra tronen i Forli, men hon fängslade då alla ryktespridare och förnekade det offentligt. Hon hade ett förhållande med Giacomo Feo, bror till Tommasso Feo, Ravaldinos befälhavare, som hon gifte sig med 1488; vigseln hölls hemlig för att Caterina inte skulle förlora vårdnaden om sina barn och därmed sitt regentskap, och Giacamo blev befälhavare på Ravaldino, fick riddarorden av hennes farbror och titeln baron av franske kungen. Hon gifte bort sin svåger med sin halvsyster, utnämnde sin styvfar till befälhavare för borgen i Imola och sin halvbror tillbefälhavare på fortet i Forlimpopoli. 

### Mordet på Girolamo Feo
Hennes djupa förälskelse i Giacomo förorsakade misstankar om att hon planerade att avsätta sin son och ge tronen till sin älskare, och flera kuppförsök avslöjades med motivet att döda Caterina och Girolamo för att skydda hennes son Ottavio. Girolamo gjorde sig hatad genom sin grymhet och arrogans, och situationen blev svår efter att han gett Caterinas son en örfil offentligt.  
Den 27 augusti 1495 blev Giacomo mördad under en resa med Caterina och hennes barn. Mördaren, Gian Antonio Ghetti, hade fått uppdraget av Caterinas egna barn, och erkände villigt eftersom han var övertygad om att även Caterina var införstådd, vilket dock inte var fallet. Caterina iscensatte då en massavrättning av alla som varit inblandade i mordet. Genom dessa avrättningar förlorade hon allt stöd som regent.  

### Striden mot Venedig
1496 blev Caterina förälskad i Florens vackre ambassadör Giovanni de' Medici il Popolano, medlem av den före detta styrande familjen i Florens, och fick tillåtelse av sin familj att gifta sig med honom; vigseln, som tog plats 1497, hölls dock hemlig på grund av den spända situationen mellan Florens och Venedig. 
Då krig 1498 bröt ut mellan Florens och Venedig organiserade hon försvaret och tränade personligen trupperna. Hon lierade sig med Florens och sände en truppstyrka dit under befäl av sin son, som dock blev sjuk och avled. Hon mottog hjälptrupper från Milano och Mantua. Caterina mötte sedan Venedigs arméer och lyckades hindra dem från att nå Florens ändå tills de gjorde en kringgående rörelse, och för sin strid fick hon namnet "Il Tigre" (Tigern). 

### Striden mot Cesare Borgia
1499 invaderades Italien av Ludvig XII av Frankrike, som hävdade arvsrätt till tronen i Milano. Påven lierade sig med Ludvig i utbyte mot hans stöd att skapa ett kungadöme för påvens son Cesare Borgia i Romagna. Ludvig erövrade Milano från Caterinas farbror, som flydde till Österrike, och påven upphävde besittningsrätten för alla ägare av stater i Romagna, inklusive Caterina, för att i stället överlåta hela Romagna och alla stater inom dess område till sin son Cesare. Caterina skickade sina barn till Florens och förberedde sedan själv sina två städers försvar. 
24 november 1499 erövrades Imola av Cesare Borgia efter att dess innevånare själva öppnat stadens portar för honom. Caterina frågade då innevånarna i Forli om de ville överlämna staden åt Borgia liksom innevånarna i Imola hade gjort, eller om de ville försvara staden och därmed tvingas utstå en belägring. Då de tvekade att svara, löste hon dem från deras trohetsed och barrikaderade sig själv i stadens fort. 19 december 1499 intogs staden av den franske hertigen av Valentinois för Cesar Borgias räkning, och Caterina belägrades i fortet. 
Caterina erbjöds många uppgörelser och gjordes många förslag för att kapitulera, men hon tackade nej till dem alla, och Cesare Borgia utfärdade en belöning på 10 000 dukater för hennes levande eller döda kropp. Hon åsamkade den franska armén stora förluster genom att bombardera dem från sitt fort och reparera all skada de gjorde fortet under natten. Inne i borgen höll hon fester med dans och musik. Caterina beundrades i hela Italien för sin ståndfasthet och hyllades i sånger och epigram, varav den mest berömda var av Marsilio Compagnon. Den franska armen ändrade då taktik och började skjuta med kanoner mot fortets väggar utan uppehåll både dag och natt i sex dagar. 
Den 12 januari 1500 trängde fiendearmén in i borgen och Caterina stred med vapen i hand ända tills hon tvingades ge upp. Hon överlämnade sig till de franska styrkorna i stället för de italienska eftersom hon visste att den franska lagen förbjöd kvinnliga krigsfångar. Hon överlämnades dock vidare av fransmännen till Cesare Borgia efter ett löfte om att han skulle behandla henne som en gäst snarare än en fånge. Hon fördes till Rom, där hon efter ett flyktförsök fängslades i Castel Sant'Angelo, anklagad för ett mordförsök på påven. Hon ställdes också inför rätta för detta, men rättegången avslutades aldrig. Det är omdebatterat huruvida hon var skyldig till anklagelserna om mordförsök; Machiavelli trodde på anklagelserna. 

### Senare liv
Den 30 juni 1501 frigavs hon av den franske generalen Yves d'Allègre, som passerade Rom med den franska armén på sin väg att erövra Neapel. Påve Alexander VI hävdade att hon hade signerat dokument där hon avsade sig alla regenträttigheter, och hans son Cesare utnämndes till hertig av Romagna. Caterina reste då till sina barn i Florens, där hon levde i sin makes villor.
Hon bedrev också en rättsprocess mot sin Lorenzo de' Medici om vårdnaden om sin son Giovanni, som hon vann 1504 då det avgjordes att hennes fångenskap som krigsfånge inte kunde jämställas med ett fängslande som kriminell. Vid påvens död 1503 förlorade hans son all makt och de stater han erövrat blev fria. Caterina hävdade då genast sina rättigheter över Imola och Forli genom sin son, men då invånarna förklarade att de inte ville ha henne tillbaka tilldömde påve Julius II städerna till Antonio Maria Ordelaffi 22 oktober 1503. 
Hon tillbringade resten av sitt liv tillägnat sina barn, brevväxling med vänner och sitt intresse för alkemi.

## Filmatiseringar
BBC producerade 1981 en tio episoder lång dramaserie för TV kallad The Borgias. Den skildrar händelser från 1492 där Caterina Sforza har en central roll.